# حیوان‌آزاری

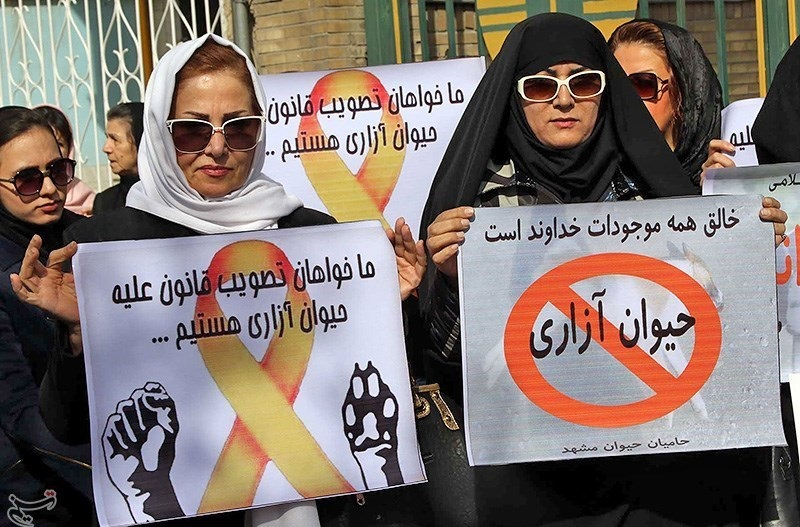
اعتراض علیه حیوان‌آزاری در مشهد

حیوان‌آزاری، جانورآزاری یا خشونت علیه حیوانات (به انگلیسی: Cruelty to animals) یکی از انواعِ بداخلاقیِ اجتماعی، بِزِه‌کاری یا اختلالات روانی است. در این زمینه می‌توان به آزار و اذیتِ جانوران شهری به دستِ کودکان و بزرگسالان اشاره کرد. بسیاری از کشورها جانورآزاری را فی‌نفسه یک جرم قضایی می‌دانند اما جانورآزاری در ایران، جُرم‌انگاری نشده است و قوانینِ عامِ موجود هم «قوانینِ زیست‌محیطی» هستند و نه قوانینی در حمایت از جانوران؛ هر چند در سال‌های اخیر بعضی از حکم‌های قضایی توسط قضات برای متهمان پرونده‌های جانورآزاری صادر شده است. همچنین در سال‌های اخیر فعالیت‌هایی انجام شده تا جانورآزاری جرم‌انگاری شود و به حیطهٔ جرایم وارد شود.
سازمان حفاظت محیط زیست ایران توسط سامانه ارتباط مردمی ۱۵۴۰ آماده دریافت شکایات و گزارش‌های زیست‌محیطی و جانورآزاری مردم از طریق تلفن ثابت و همراه به‌صورت شبانه‌روزی و بدون نیاز حضور در ادارات حفاظت محیط زیست در سراسر کشور می‌باشد.

## نمونه‌های جانورآزاری در ایران
متأسفانه در ایران، میزان جانورآزاری دارای ابعاد گسترده‌ای است. این آزارها هم دربارهٔ جانوران اهلی و هم دربارهٔ جانوران اهلی (شامل حیوان خانگی) رخ می‌دهد.
برای جانوران وحشی می‌توان به بریدن دم در روباه‌ها، بریدن دست و پای پلنگ، بریدن آلت تناسلی کفتار، به دار آویختن برخی جانوران، کتک زدن برخی جانوران یا حتی سوزاندن برخی جانوران اشاره کرد.
همچنین بارها شهرداری‌های تهران و کرج و برخی دیگر از شهرهای بزرگ ایران، به کشتنِ گروهیِ سگ‌ها در ملأ عام دست زده‌اند که پیامدهای منفیِ اجتماعی دربرداشته است.

### شکنجه و به دار آویختنِ یک بزمجه در شهرستانِ بُرخوار و میمه
در این رویداد، دو نفر از اهالیِ روستای جهادآباد از توابعِ شهرستان میمه بُزمجه‌ای ۱۳۰ سانتی‌متری را در مکانی حبس و سپس خفه کردند. پس از آن نیز عکس‌هایی از آن در فضای مجازی نشر داده شد. «ظُهرابی، مدیرکل محیط زیستِ استان اصفهان، در همین باره گفت:
انسان‌ها نباید هر حیوانی را که می‌بینند، به آن حمله کنند و آن را بکُشند. متأسفانه انسان‌ها تا یک جانوری را می‌بینند فکر می‌کنند باید جمجمهٔ آن را له کرد که این موضوع امری اشتباه است. وقتی فردی حیات‌وحشی را از بین می‌بَرَد، وظیفهٔ محیط‌زیست است که پیگیری قضایی انجام دهد.

### سگ‌کشی با اسید در شیراز
بر اساس ادعای برخی منابع در یکی از شهرک‌های صنعتیِ شیراز، سگ‌ها به روشی غیرانسانی با تزریقِ اسید کشته می‌شدند. این کشتار به دستِ پیمانکارانی صورت گرفت که در برابرِ ارائهٔ هر لاشه ۱۵ هزار تومان دریافت می‌کردند. یکی از فعالانِ دفاع از حقوقِ جانوران فیلمی دو دقیقه‌ای از این کشتار را در اختیار رسانه‌ها قرار داد که پیامدِ آن، اعتراضِ حامیانِ حقوقِ جانوران بود.پیوند مرده با این وجود هیچ منبع موثق علمی مبنی بر اینکه ماده تزریق شده اسید باشد وجود ندارد.

### جانورآزاری در کُردکوی
«رویدادِ جانورآزاری در استان گلستان» به شکنجه و آزارِ یک سگِ شکاری به دستِ گروهی شکارچی در کُردکوی استانِ گلستان در سالِ ۱۳۹۴ خورشیدی اشاره دارد. آگاهی یافتنِ مردم از چنین رخدادی، احساساتِ ایرانیان را برانگیخت و درپیِ آن، واکنشِ مردم و اعتراضِ حامیانِ حقوقِ جانوران را در پی داشت.

### رنگ کردنِ سگ برای گرفتنِ سلفی
دو پسر جوان از شهرستانِ کُردکوی گلستان در یک کارگاه در اطرافِ شهر، سگی را به وسیلهٔ دستگاهِ رنگ‌پاش به رنگ قرمز درآوردند و پس از آزارِ سگ اقدام به گرفتنِ عکس سلفی با آن کردند. پس از انتشار گستردهٔ این فیلم در شبکه‌های اجتماعی، کارگروهی مردمی از حامیانِ جانوران، سگ را برای درمان در اختیار گرفت و مشغولِ درمان شد. عاملِ اصلیِ این جانورآزاری پس از واکنش‌های مردمی با انتشارِ ویدئویی در شبکه‌های اجتماعی از این کارِ خود اظهارِ پشیمانی کرد.

### جانورآزاری در شهرستان میناب
دو نوجوان پسر در روز یکشنبه، ۵ دی ۱۳۹۵ در یکی از روستاهای تابعهٔ شهرستان میناب، با سنگسار کردن یک گربه و خفه کردن یک سگ، به انتشار ویدئوی آن در شبکه‌های اجتماعی دست زدند. با انتشار این ویدئو در شبکه‌های اجتماعی، موجی از اعتراضات به این کنش‌ها برانگیخته شد و معترضان، خواستار برخورد قانونی با این متخلفان شدند. سهراب پشتاره، رئیس محیط‌زیست میناب، با گفتن اینکه هرگونه جانورآزاری در قوانین جمهوری اسلامی جرم محسوب می‌شود، گفت:
طبق قوانین، با هر فردی که اقدام به آزار و اذیت یا کشتار جانوران کند، با در نظر گرفتن قانون حیات وحش، با وی برخورد و مجرم محسوب می‌شود.

#### دستگیری متخلفان جانورآزار مینابی
رئیس محیط‌زیست میناب گفت: متأسفانه در روزهای گذشته شاهد انتشار تصاویری در فضای مجازی بودیم که نوجوانی با کشتن چند جانور و آزار آن‌ها تصاویر را برای نشان دادن جنایت وی در فضای مجازی منتشر می‌کرد. وی بیان داشت این عمل فرد خاطی سبب واکنش فعالان محیط‌زیستی و حیات وحش شهرستان میناب شد و با جمع‌آوری مستندات و طی مراحل قانونی از این نوجوان شکایت به عمل آمد. پشتاره گفت:
بعد از مراحل قانونی انجام‌شده، فرد خاطی با همکاری فعالان محیط‌زیستی و حیات وحش شهرستان، صبح امروز در یکی از روستاهای میناب (گوربند) دستگیر و برای رسیدگی به پروندهٔ وی به مراجع قضایی تحویل داده شد.

### کشته شدن پلنگی در قائم‌شهر
مدیرکل حفاظت محیط زیست استان مازندران از کشته شدن پلنگی که در قائمشهر زنده‌گیری شده بود، خبر داد. عطاءالله کاویان با توضیحاتی در پیرامون مرگ پلنگ ایرانی دیده شده در قائمشهر در جمع خبرنگاران اظهار کرد: «یک قلاده پلنگ ۴ تا ۵ ساله حوالی ساعت پنج و نیم صبح امروز شنبه ۴ اردیبهشت وارد محدوده شهر شده و موجب اضطراب نگرانی مردم شد.»
وی ادامه داد: این پلنگ در خیابان ساری شهرستان قائمشهر نخستین بار توسط مردم دیده شد و به نیروی انتظامی و محیط زیست گزارش شد که در ساختمان بانک صادرات دیده شده و پس از خروج از ساختمان بانک به کوچه‌های حریم راه‌آهن وارد و وارد خانه باغی می‌شود که به صورت متروکه بود. مدیرکل حفاظت محیط زیست استان مازندران گفت: با وجود اطلاع‌رسانی که توسط نیروهای نظامی انجام شد اما ازدحام جمعیت در آن منطقه صورت گرفت که موجب استرس قلاده پلنگ شد که واکنش حمله او را به دنبال داشت.
کاویان با اشاره به اینکه حفظ جان مردم برای ما در اولویت است، تصریح کرد: فرایند بیهوشی پلنگ در دستور کار قرار گرفت و از آنجایی که بیهوشی با دُز مناسب باید انجام می‌شد، برای این کار از دامپزشکی نیرو اعزام شد تا زنده‌گیری پلنگ انجام شود. وی گفت: در این میان تا حضور مأموران دامپزشکی برای بیهوشی، پلنگ به ۲ تن از از افراد نیروی انتظامی نیز حمله‌ور شد و به آنها آسیب زد و به محض خروج از خانه باغ وارد کوچه ای شد که ازدحام جمعیت وجود داشت و بیم آن می‌رفت که به مردم آسیب بزند، در نتیجه در فاصله استاندارد ۱٫۵ تا ۲ متری شلیک گلوله از سوی نیروی انتظامی انجام شد.
مدیرکل حفاظت محیط زیست استان مازندران با تأکید بر اینکه حفاظت از جان انسان‌ها اولویت است گفت: تلاش بر این بود که پلنگ به مخفیگاه خود بازگردد و در این راستا بیهوشی و زنده‌گیری پلنگ انجام شد اما شدت جراحات وارد شده به پلنگ موجب تلف شدن آن شد.

###### تلف شدن یک قلاده خرس در روستایکنازقنمین
بر اساس گزارش روابط عمومی اداره کل حفاظت محیط زیست اردبیل، متأسفانه دیده شد که اهالی روستا پیش از رسیدن مأموران محیط زیست، با توسل به روش‌ها و رفتارهای نامناسب، پس از تعقیب و گریز و ضرب و جرح حیوان و از پا انداختن آن، با استفاده از ادواتی نظیر تراکتور، گونه مذکور را مهار نموده و آسیب جدی به این جانور وارد کرده‌اند که این اقدام روستاییان باعث شکستگی استخوان پا و لگن و آسیب ستون فقرات حیوان شد.
اکیپ یگان حفاظت محیط زیست با همکاری عوامل نیروی انتظامی مستقر در محل برای ایجاد امکان انتقال آن به کلینیک حیات وحش استان و جلوگیری از احتمال خطر حمله به افراد حاضر در محل و روستائیان با بکارگیری اسلحه بیهوشی و بیهوش نمودن خرس اقدام و گونه مذکور را با قفس به مرکز استان و کلینیک حیات‌وحش انتقال داد.
دامپزشک معتمد راهنمایی‌های لازم برای بهبود و بازگشت حیوان به شرایط عادی را ارائه و معاینات بالینی و مداوای لازم نیز بر روی این جانور صورت گرفت، حیوان به محرک‌های وارده عکس‌العمل نشان داد و ضربان قلب و تنفس آن به حالت عادی برگشت لیکن با توجه به شدت آسیب‌دیدگی حیوان از ناحیه ستون فقرات و خونریزی داخلی تلف شد.

## در ادبیات فارسی
در ادبیات فارسی، حیوان‌آزاری نکوهش شده است. به‌طور مثال، سعدی در گلستان می‌گوید:
| چه خوش گفت فردوسی پاک‌زاد  |  | که رحمت بر آن تربت پاک باد      |
| میازار موری که دانه‌کش است |  | که جان دارد و جان شیرین خوش است |
| سیاه‌اندرون باشد و سنگدل   |  | که خواهد که موری شود تنگدل      |

## قوانین

### ایران
اگر فردی، یک گونهٔ وحشی را آزار دهد یا بکُشد یا محدود کند، طبق ضوابط باید ضرر و زیان واردشده به طبیعت را بپردازد و دادگاه آن فرد را جریمه خواهد کرد.
برای نخستین بار در ایران، با مصوبه‌ای که توسط فرمانداری و دادستانی تبریز تصویب شد، از تیرماه ۱۳۹۳، سگ‌کشی در تبریز و استان آذربایجان شرقی غیرقانونی اعلام شده و تمام سگ‌های ولگرد تبریز برای عقیم‌سازی و نگهداری به پناهگاه حیوانات پردیس منتقل می‌شوند.

### آمریکا
در ایالات متحدهٔ آمریکا بی‌توجهی و غفلت، شکنجه و آزار آگاهانه، آزار و اذیت منظم حیوانات، مانند ترتیب دادن «جنگ» میان آن‌ها چون جنگ خروس‌ها یا نزاع سگ‌ها، و همچنین سوءاستفادهٔ جنسی از جانوران و کشتن بی‌دلیل آن‌ها مصادیق جرم جانورآزاری است. در سال ۲۰۱۶ پلیس فدرال آمریکا اعلام کرد که ازاین‌پس جرم جانورآزاری در ردهٔ جرایم مهم قرار می‌گیرد و به آن هم‌تراز جرایمی چون آتش زدن عمدی و بزه‌کاری رسیدگی خواهد کرد.